# Unter einem Dach (Fernsehserie)
Unter einem Dach ist eine sechsteilige Miniserie aus dem Jahr 1990. Das Drehbuch schrieb Herbert Lichtenfeld, Regie führte Christian Görlitz.
Der Gast- und Landwirt Karl Hoffmann erfährt per Telegramm, dass den entfernten Verwandten in Rumänien die Ausreise gelungen ist und bei ihm Unterkunft suchen. Bei seinem reichen Bruder Bruno findet er Rat.

## Sendeplatz
Die Serie war ab dem 20. September 1990 erstmals zu sehen, ab 1991 wurde sie ein einziges Mal wiederholt.

## Kritik
In einem Artikel für den Spiegel verriss die spätere Literatur-Nobelpreisträgerin Herta Müller die Serie. Sie kritisierte besonders die falsche und vorurteilsbeladene Darstellung der rumäniendeutschen Aussiedler.